# ده هوت
ده هوت، روستایی در دهستان حومه بخش چاه مرید شهرستان کهنوج در استان کرمان ایران است.

## جمعیت
بر پایه سرشماری عمومی نفوس و مسکن در سال ۱۳۹۵، جمعیت این روستا برابر با ۱٬۱۹۸ نفر (۳۰۴ خانوار) بوده است.